# Frankfurt am Main
Bài này viết về thành phố Frankfurt am Main. Về các địa danh Frankfurt khác xin xem tại Frankfurt (định hướng).
Frankfurt am Main (tiếng Việt: Frankfurt trên sông Main; phiên âm: "Phrăng-phuốc" hay "Phran-phuốc"), thường chỉ được viết là Frankfurt, với dân số hơn 670.000 người là thành phố lớn nhất của bang Hessen (Đức) và là thành phố lớn thứ năm của Đức sau Berlin, Hamburg, München (Munich) và Köln (Cologne). Vùng đô thị Frankfurt có khoảng 2,26 triệu dân cư năm 2001, toàn bộ vùng đô thị Frankfurt Rhein-Main với trên 5 triệu dân cư là vùng đô thị Đức lớn thứ nhì sau Rhein-Ruhr.
Từ năm 1875 Frankfurt am Main là thành phố lớn với hơn 100.000 dân cư. Việc xây dựng thành phố đã vượt xa khỏi ranh giới chật hẹp của thành phố. Từ Thời kỳ Trung cổ thành phố Frankfurt am Main liên tục thuộc về một trong những trung tâm quan trọng nhất trong nước Đức.
Đã từ lâu, Frankfurt đã trở thành trung tâm thương mại của Đức. Trụ sở chính của Ngân hàng Trung ương châu Âu và các ngân hàng lớn như Deutsche Bank, Dresdner Bank và Commerzbank đều tập trung tại đây. Thị trường chứng khoán Frankfurt là một trong những thị trường chứng khoán lớn nhất thế giới. Frankfurt cũng là thành phố hội chợ quan trọng trên toàn thế giới. Ngoài ra Frankfurt còn là điểm nút giao thông quan trọng của Đức và châu Âu.

## Địa lý
Thành phố nằm trên hai bên bờ sông Main, về phía đông nam của vùng đồi núi Taunus, trong vùng tây nam nước Đức, chính giữa những khu kinh tế quan trọng nhất của nước Đức. Về phía Nam Frankfurt có diện tích rừng trong thành phố lớn nhất Đức. Frankfurt có điểm tự nhiên cao nhất ở Berger Warte trong khu Frankfurt-Seckbach với 221 m trên mực nước biển. Điểm thấp nhất của thành phố nằm trên bờ sông Main trong Sindlingen, có độ cao 88 m trên mực nước biển. Thành phố nằm trong vùng ranh giới cực bắc của đồng bằng thượng lưu sông Rhein chạy dài từ Basel đến vùng Rhein-Main

## Phân chia hành chính
Thành phố được chia thành 46 khu vực thành phố (Ortsteil) và những khu vực này lại được chia thành 118 Stadtbezirk. Khu vực có diện tích lớn nhất là Sachsenhausen-Süd. Phần lớn các khu vực thành phố là những làng mạc ngoại ô hay đã từng là thành phố (Ví dụ như Frankfurt-Höchst) được sáp nhập vào Frankfurt. Một số, như Frankfurt-Nordend, hình thành khi thành phố tăng trưởng nhanh chóng trong Thời kỳ Thành lập (Gründerzeit). Các khu vực khác lại hình thành từ những khu dân cư mà đã từng thuộc về những khu vực khác, ví dụ như Frankfurt-Dornbusch và Frankfurter Berg. 46 khu vực này được gom lại thành 16 quận (Ortsbezirk), mỗi quận có một Hội đồng quận (Ortsbeirat) với một quận trưởng là trưởng hội đồng.

## Quang cảnh thành phố

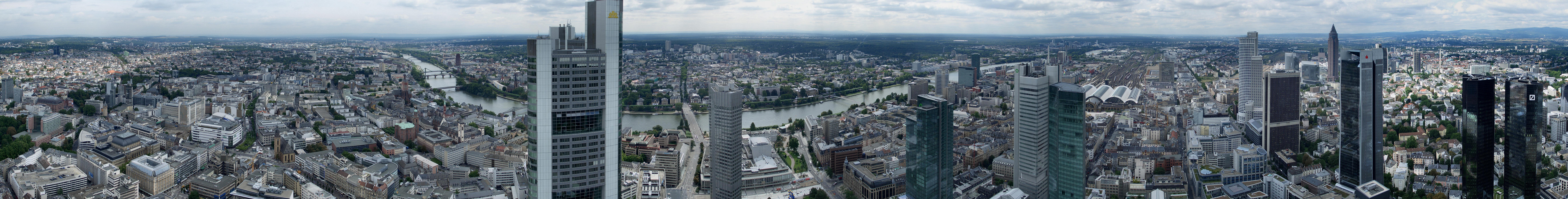
Toàn cảnh thành phố Frankfurt am Main

### Khu phố cổ và khu trung tâm

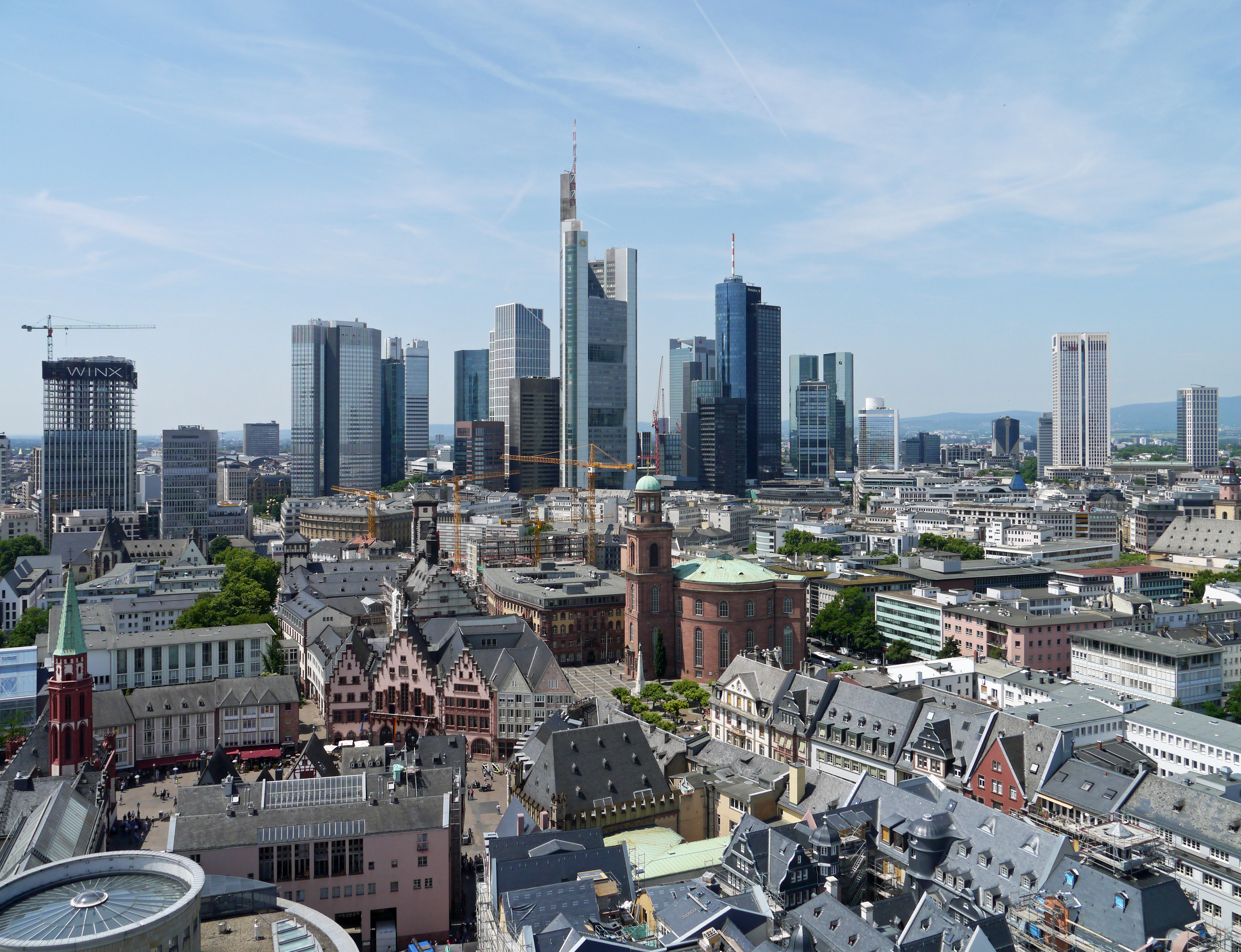
Có sự quy hoạch tách biệt giữa khu phố cổ và khu nhà chọc trời.

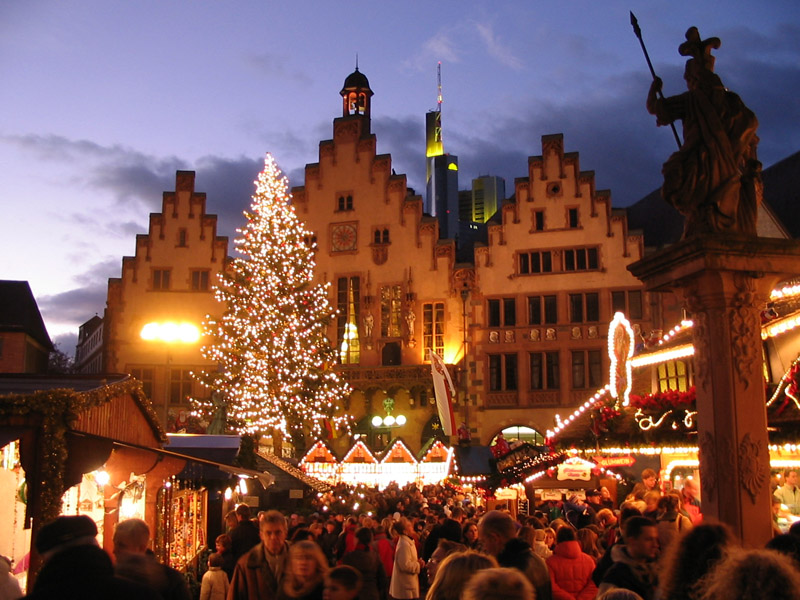
Chợ Giáng Sinh Frankfurt trên quảng trường Römerberg

Cũng như nhiều thành phố lớn khác của Đức, quang cảnh thành phố Frankfurt đã thay đổi toàn bộ sau Chiến tranh thế giới thứ hai vì những thiệt hai nặng nề do bom đạn của cuộc chiến và công cuộc tái xây dựng "hiện đại" sau đó mà nhờ vào đó thành phố có một mạng lưới đường giao thông "phù hợp cho ô tô" và một phố cổ được xây dựng hiện đại nhưng không còn đặc trưng trong trung tâm thành phố. Từ nguyên là một khu phố cổ liên kết lớn nhất Đức hiện nay chỉ còn lại rất ít, trong số hơn 4.000 nhà cổ chỉ có một căn nhà là tồn tại gần như nguyên vẹn, căn nhà Wertheym ở Fahrtor. Phần còn sót lại của khu phố cổ lịch sử nằm chung quanh Römerberg, một trong những quảng trường nổi tiếng nhất của Cộng hòa Liên bang. "Khu phố cổ" chính thức là khu vực phía Nam của Zeil, có ranh giới về phía Tây là Neue Mainzer Strasse (đường Mainz mới), về phía Đông là Fischerfeld. Trong khu phố cổ là Nhà thờ lớn Frankfurt (Kaiserdom) và Nhà thờ thánh Phaolô (Frankfurter Paulkirche) nổi tiếng.

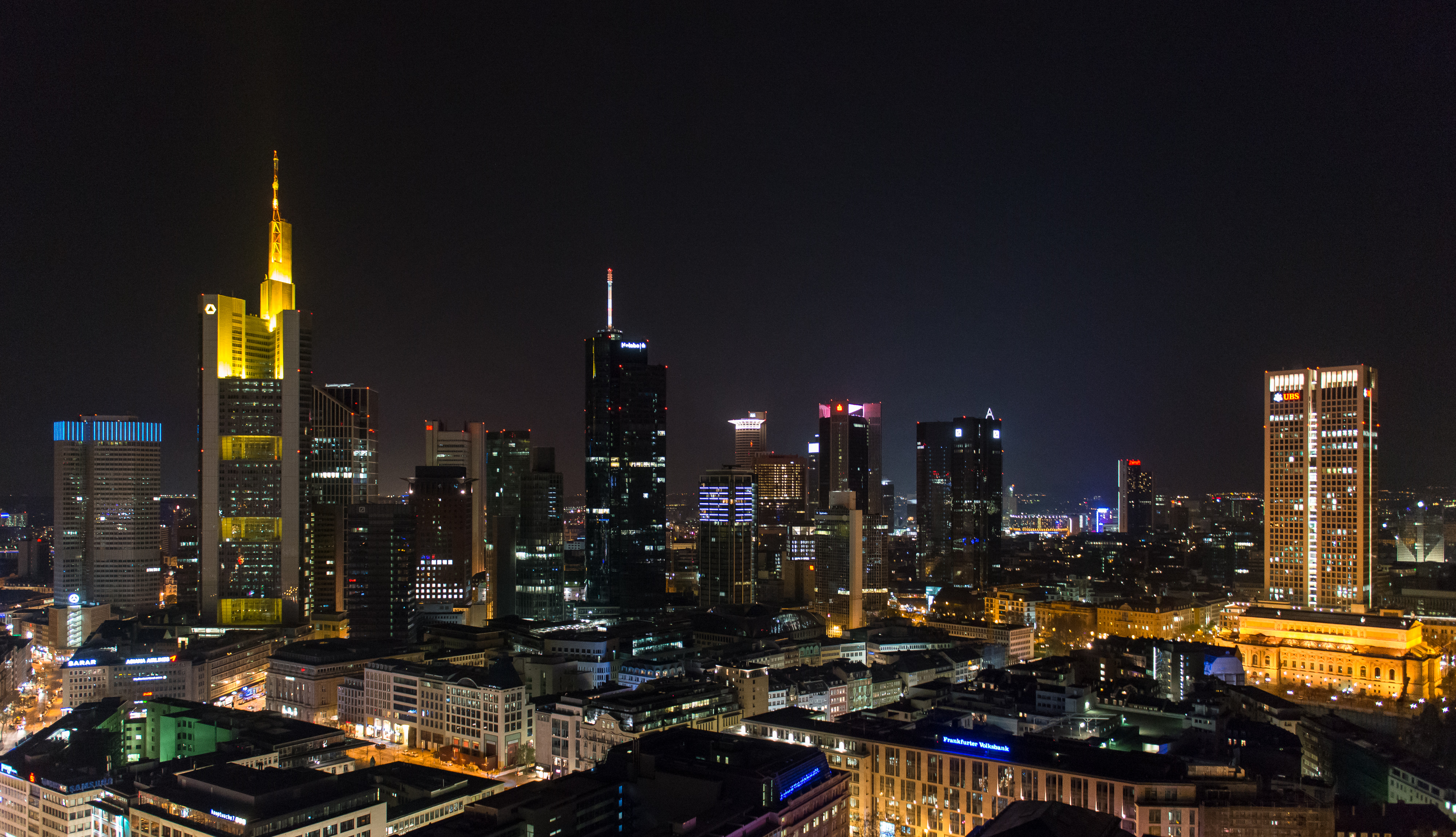
Cảnh hoàng hôn trên thành phố Frankfurt

Trung tâm thành phố ngày nay, được thành lập năm 1333 như là Phố Mới (Neustadt), đã trải qua nhiều biến đổi lớn trong đầu thế kỷ 19. Thành lũy bảo vệ thành phố theo kiểu kiến trúc Baroque với những pháo đài lớn bao bọc Phố Cũ và Phố Mới từ thế kỷ 17 bị phá đi, thay vào đó là vành đai công viên (Wallanlage) bao bọc quanh khu phố cổ. Georg Hess, một nhà kế hoạch đô thị, đã đưa ra một tiêu chuẩn quy định hình dáng các kiến trúc mới. Ông yêu cầu là các nhà xây dựng phải tuân theo phong cách của trường phái Cổ điển. Một ví dụ cho trường phái Cổ điển Frankfurt là Thư viện Thành phố cũ, hình thành trong thời gian 1820-1825 và bị tàn phá vào năm 1944, được tái xây dựng như là "Nhà văn học" giống như nguyên thủy. Từ năm 1827 đã được quy định là không được phép xây dựng trên những phần của vành đai công viên đã được biến đổi thành đường đi dạo. Quy định này vẫn còn giá trị cho đến ngày nay mặc dầu là thành phố đã cho phép một vài trường hợp ngoại lệ (Nhà hát Opera Cũ, Kịch Trường, khách sạn Hilton).
Cuối thế kỷ 19 Hauptwache phát triển thành trung tâm của thành phố. Zeil trở thành đường phố mua sắm chính. Nhà thờ thánh Katharina (Katharinenkirche), được xây dựng trong thời gian 1678-1681 đầu lối vào Zeil, là nhà thờ Tin Lành lớn nhất Frankfurt, có quan hệ mật thiết với gia đình của đại thi hào Goethe.

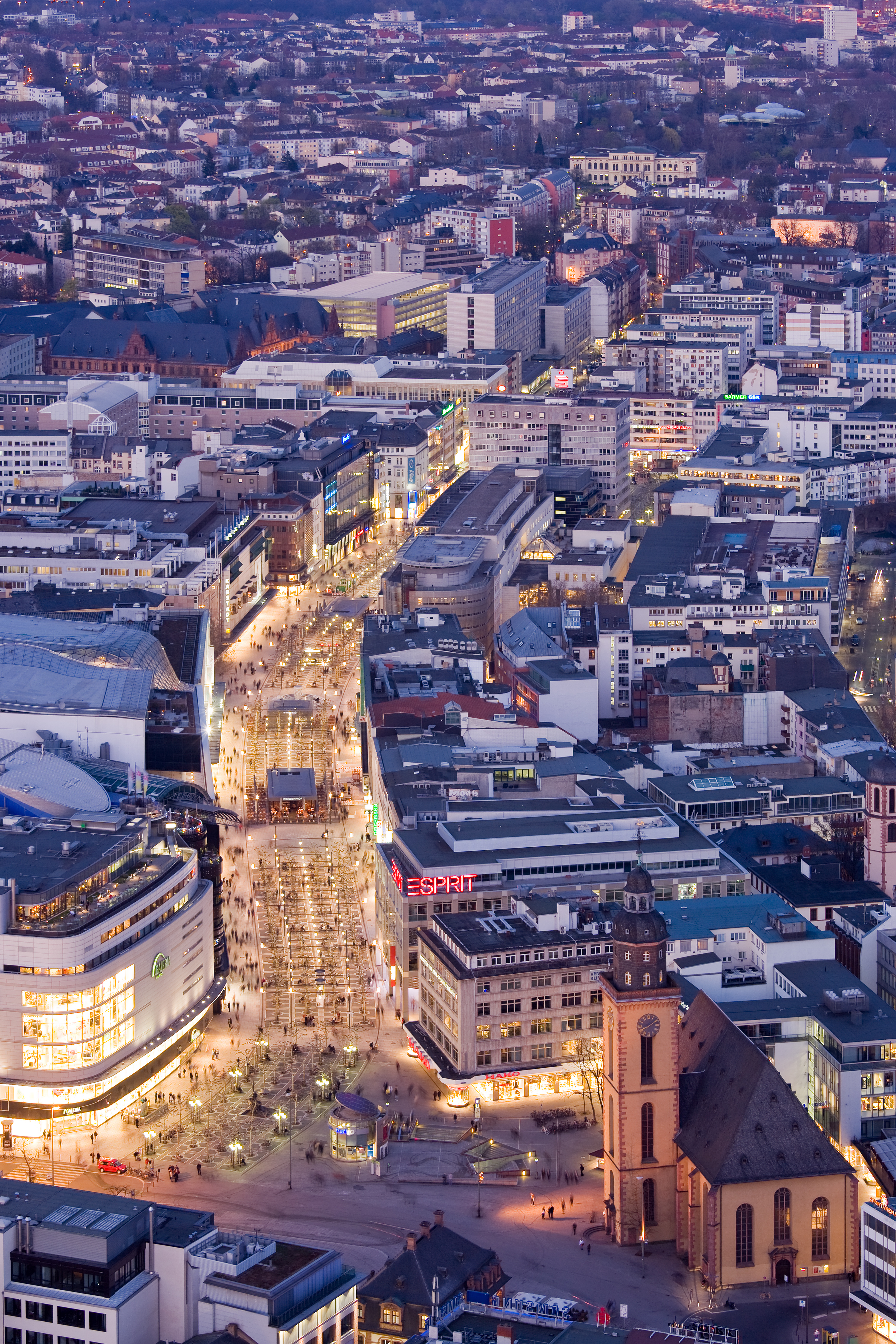
Quang cảnh nhìn từ Main Tower xuống con đường mua sắm Zeil

Từ những năm 1950 Frankfurt trở thành thành phố nhà cao tầng. Năm 1960 Tháp Henninge trong khu phố Sachsenhausen là căn nhà Frankfurt đầu tiên vượt qua tháp tây của Nhà thờ lớn Frankfurt về chiều cao (120 mét). Các nhà cao nhất của những năm 1970 (Plaza Büro Center/Khách sạn Marriott, DG-Bank (Ngân hàng Hợp tác xã Đức), Dresdner Bank) là những tòa nhà cao nhất nước Đức với chiều cao tròn 150 m, Tháp Hội chợ (Messeturm) 1990 đạt chiều cao 257 m và đã là tòa nhà cao nhất châu Âu cho đến 7 năm sau đó bị vượt qua bởi tòa nhà cao 300 m là trụ sở chính của Commerzbank.
Bên cạnh các nhà cao tầng vẫn còn có thể nhìn thấy các tòa nhà đẹp là chi nhánh của các ngân hàng từ đầu thế kỷ 20. Các nhà thờ vẫn còn có thể nhận ra giữa các nhà văn phòng cao tầng. Thông qua Kế hoạch khung cho nhà cao tầng người ta đã cố gắng tránh việc "mọc hoang dại". Thế nhưng trường hợp ngoại lệ đã và vẫn có thể có ví dụ như việc xây dựng Ngân hàng Trung ương châu Âu ở Ostend.
Frankfurt hiện nay đang hoàn thành thay đổi lớn nhất ngoài kế hoạch khung tại con đường mua sắm Zeil. Tại đó, trên công trường xây dựng đắt tiền nhất châu Âu bên cạnh Hauptwache đang thành hình một trung tâm mua sắm hạng sang với một tòa nhà cao tầng trên khu đất nguyên là của Công ty Viễn thông Đức (Deutsche Telekom). "FrankfurtHochVier" được tiến hành bởi công ty phát triển dự án Hà Lan MAB. Trong đó lâu đài Thurn và Taxis (được xây dựng trong khoảng thời gian 1727-1741, bị tàn phá năm 1944), sẽ được xây dựng lại tương tự như nguyên thủy và được tích hợp vào trong trung tâm mua sắm hiện đại này.

### Các khu phố của Thời kỳ Thành lập

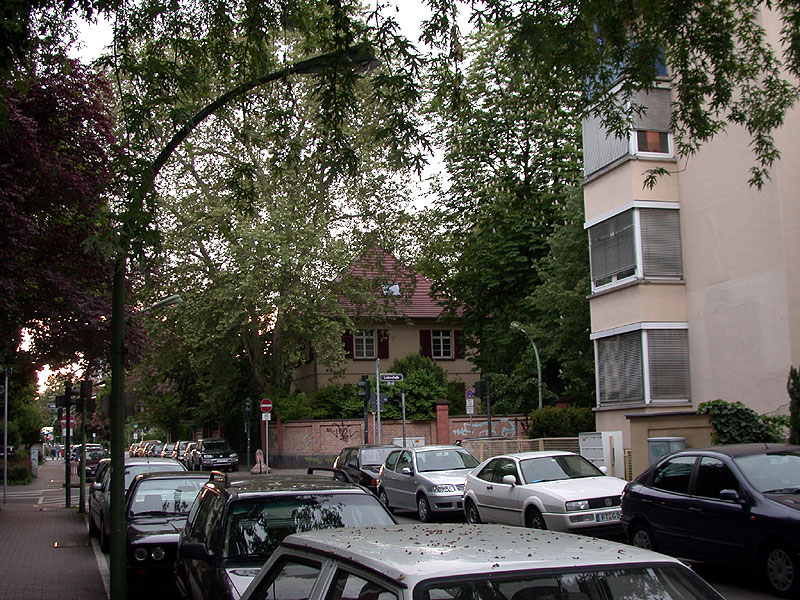
Khu dân cư trong Frankfurt-Westend

Khu vực thành phố bên ngoài vòng trung tâm được mở rộng liên tục và vì thế từ khoảng năm 1830 đã hình thành các khu Frankfurt-Westend, Frankfurt-Nordend và Frankfurt-Ostend. Sau khi xây dựng nhà ga trung tâm Frankfurt (Main), khu nhà ga Frankfurt cũng hình thành trong những năm 1890 trên khu đất của 3 nhà ga phía Tây trước đó nằm cạnh ngay vòng đai công viên về phía Tây.
Đặc biệt là 3 khu vực được nhắc đến đầu tiên phát triển trở thành khu dân cư rất nhanh. Công dân thành phố Frankfurt muốn ra nơi có không khí trong lành. Ngày nay chỉ có khoảng 1% dân số sống trong khu vực thành trì ngày xưa. Việc xây dựng được tiến hành dọc theo những đường lớn như Eschersheimer Landstraße hay Bockenheimer Landstraße. Thông thường nhà được xây 4 tầng theo kiểu của thời kỳ Thành lập Wilhelm, các tòa nhà của trường phái Cổ điển phần lớn được san bằng và thay thế. Các khu vực được sáp nhập vào thành phố trong khoảng năm 1890 ví dụ như Frankfurt-Bockenheim và Frankfurt-Bornheim được hòa nhập vào quang cảnh này của thành phố, có thêm đường giao thông mới và kết nối với mạng lưới tàu điện Frankfurt, nhưng đã có thể giữ được đặc tính riêng. Để miêu tả ranh giới của thành phố, một vòng đai giao thông thứ nhì được xây dựng vào đầu thế kỷ 20. Allenring ngày nay trở thành đường vòng đai có mật độ giao thông cao.
Bên cạnh công viên vành đai thành phố nhận được thêm nhiều công viên xanh khác trong thế kỷ 19, trong khu Frankfurt-Nordend ví dụ như là công viên Bethmann, công viên Holzhausen và công viên Günthersburg. Về phía Tây trong khu Frankfurt-Westend là công viên Grüneburg, trong khu Frankfurt-Westend là công viên Đông (Ostpark)..

### Höchst và các khu vực phía ngoài

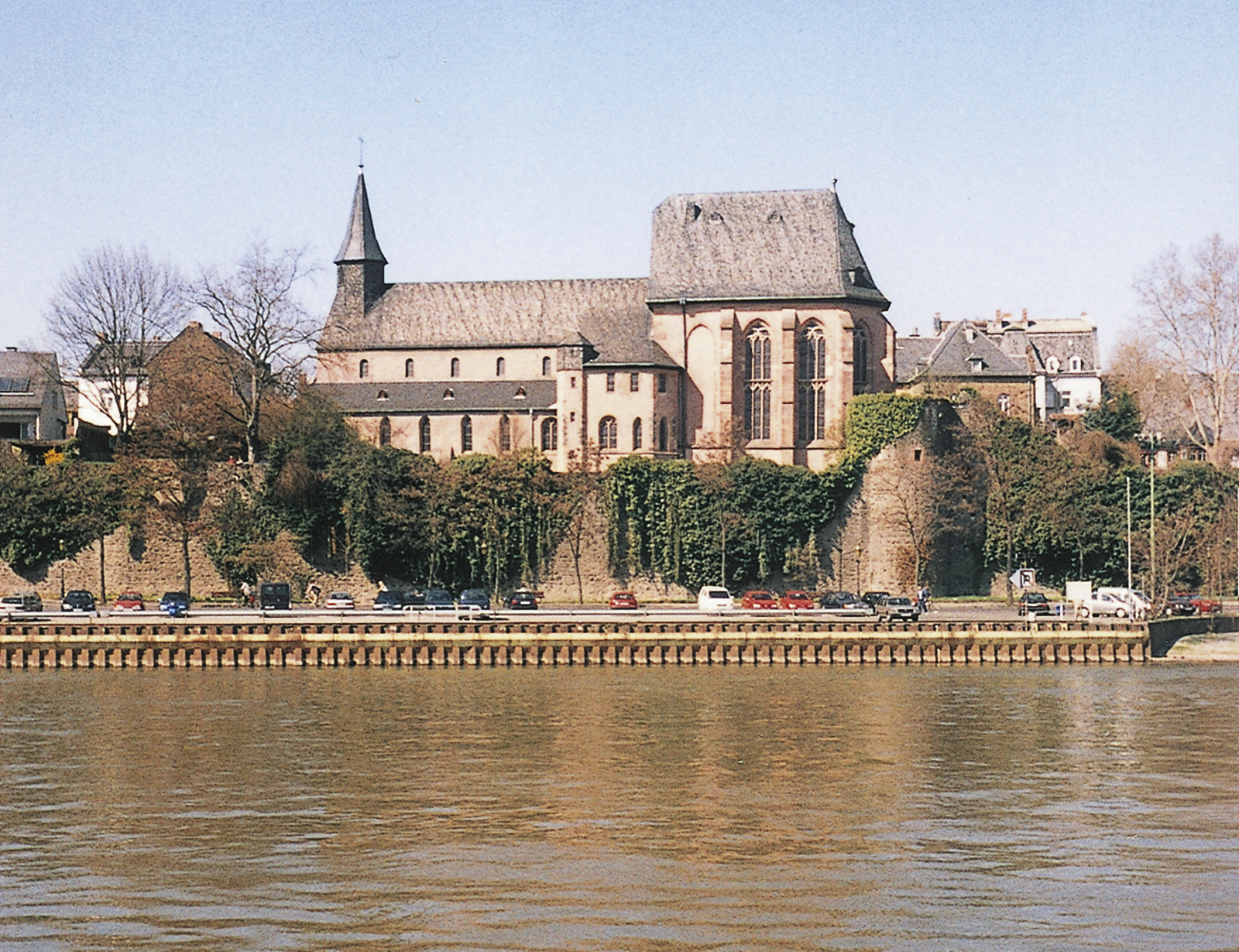
Nhà thờ Justinus

Kế tiếp theo đó trong những năm 1920 là những khu dân cư lớn của Ernst May bên ngoài Allenring, tượng trưng cho Frankfurt mới: Römerstadt ở phía Bắc gần Frankfurt-Heddernheim, khu dân cư rộng lớn Bormnheimer Hang ở phía Đông, khu dân cư gần Riedhof và Heimatsiedlung ở phía Nam là một vài ví dụ.
Vùng đô thị tiếp tục được mở rộng trong năm 1928 thông qua việc sáp nhập. Thành phố Höchst am Main làm giàu cho Frankfurt thêm một khu phố cổ mà ngày nay vẫn còn được duy trì tốt. Tòa nhà lâu đời nhất Frankfurt cũng ở đó, nhà thờ Justinus (Justinuskirche). Các lần sáp nhập cuối cùng là vào những năm 1972 và 1978 ở phía Tây-Bắc. Các khu vực này tất nhiên là có ít điểm chung nhất với vùng trung tâm Frankfurt.

## Lịch sử
Frankfurt am Main được nhắc đến lần đầu tiên vào ngày 22 tháng 2 năm 794 trong một văn kiện của vua Charlemagne (Karl der Große) gửi đến Tu viện Sankt Emmeram ở Regensburg. Trong văn kiện viết bằng tiếng La Tinh này có ghi là: "...actum super fluvium Moin in loco nuncupante Franconofurd" (...cấp ở sông Main tại một nơi được gọi là Frankfurt). Thật ra việc dân cư liên tục đến khu đồi này từ thời kỳ Đồ Đá mới đã được chứng minh. Cũng tại nơi này sau đó đã hình thành một doanh trại quân sự La Mã cổ xưa và trong triều đại Merowinger là triều đình của vua Vương quốc Frank. Vào năm 843, Frankfurt có thời gian đã trở thành nơi ngự trị quan trọng nhất của các vua thuộc vương quốc Frank Đông và là nơi tổ chức Hội nghị Đế chế (Reichstag) của Đế quốc La Mã Thần thánh. Vào năm 1220, Frankfurt trở thành thành phố đế chế tự do (Freie Reichsstadt).
Vào năm 1356, Sắc lệnh vàng (tiếng Ta tinh: aurea bulla) tuyên bố Frankfurt trở thành nơi bầu cử chính thức của các vị vua của người La Mã sau khi một số cuộc bầu cử nhà vua đã được tiến hành tại đây. Bắt đầu từ năm 1562 các vị Hoàng đế của Đế quốc La Mã Thần thánh cũng được làm lễ đăng quan tại đây, mà vị Hoàng đế cuối cùng là Franz II của Vương triều Habsburg.
Vào thế kỷ 18, thành phố Frankfurt am Main là quê hương của đại thi hào Đức Johann Wolfgang von Goethe. Sau khi Đế quốc La Mã Thần thánh bị tan rã, Frankfurt gia nhập Liên minh Rhein và trở thành kinh đô của Đại Công quốc Frankfurt ngắn ngủi (1810-1813) dưới thời của hầu tước Karl Theodor von Dalberg.
Sau đó Frankfurt trở thành thành phố tự do, lần này thì trong Liên minh Đức. Quốc hội liên bang (Liên minh Đức) được tổ chức tại thành phố này. Vào năm 1848 trong các quốc gia Đức xảy ra cuộc Cách mạng tháng 3. Đại hội Quốc gia Frankfurt được triệu tập đã họp trong Nhà thờ Thánh Phaolô (Frankfurt).
Trong cuộc chiến tranh Phổ-Áo 1866 Frankfurt trung thành với liên minh. Ý kiến công chúng nghiên về phía của Áo và hoàng đế nhiều hơn mặc dầu tại Frankfurt cũng đã có nhiều ý kiến kêu gọi cho một liên minh tự nguyện với vương quốc Phổ vì những lý do kinh tế và ngoại giao. Vào ngày 18 tháng 7 thành phố bị đạo quân Rhein của Phổ chiếm đóng và phải chịu trả tiền đền bù chiến tranh nặng nề. Ngày 2 tháng 10 nước Phổ chính thức chiếm cứ thành phố và vì thế mà thành phố cuối cùng đã mất đi thể chế như là một nhà nước độc lập của mình. Frankfurt được chia về cho quận Wiesbaden của tỉnh Hessen-Nassau.
Việc xâm chiếm này thật ra đã có lợi cho sự phát triển kinh tế của thành phố để trở thành một trung tâm công nghiệp với dân cư tăng trưởng nhanh chóng. Frankfurt sáp nhập nhiều địa phương lân cận trong những thập niên tiếp theo và mở rộng diện tích thành gấp hai lần so với thời gian trước năm 1866. Đầu thế kỷ 20 Frankfurt vì thế là thành phố có diện tích lớn nhất của Đức trong một thời gian ngắn.
Trong thời gian của Chủ nghĩa Xã hội Quốc gia 9.000 người Do Thái từ Frankfurt đã bị chở đi trại tập trung. Trong Chiến tranh thế giới thứ hai các cuộc bỏ bom của quân đội đồng minh đã phá hủy gần như toàn bộ khu phố cổ và khu phố trung tâm. Nhưng quang cảnh thành phố mà cho đến năm 1944 là gần như vẫn thuộc về thời kỳ Trung cổ - ngay từ thời gian đấy đã là độc nhất vô nhị cho một thành phố lớn của Đức – cũng đã bị mất đi trong thời kỳ xây dựng hiện đại. Nhiều phần rộng lớn của khu phố cổ ngày xưa mang quang cảnh của những công trình xây dựng bê tông từ những năm 50, tại những nơi mà ngày xưa là một hệ thống nhằng nhịt những đường phố nhỏ giữa những ngôi nhà cổ đứng sát cạnh nhau.
Sau khi chiến tranh chấm dứt quân đội Mỹ đặt trụ sở chính tại Frankfurt. Tiếp theo đó Frankfurt trở thành trụ sở hành chánh cho ba vùng do quân đội Mỹ, Anh và Pháp chiếm đóng. Trong cuộc bầu cử chọn thủ đô liên bang, Frankfurt đã thất bại sít sao trước Bonn là thành phố được ưa chuộng của Konrad Adenauer. Một tòa nhà quốc hội đã được xây dựng ở Frankfurt và ngày nay là trụ sở của Đài truyền thanh Hessen. Trong thời gian sau chiến tranh thành phố đã phát triển trở thành một vùng đô thị kinh tế và trở thành trụ sở của Ngân hàng Trung ương châu Âu năm 1999.

## Tôn giáo
Đọc bài chính về tôn giáo tại Frankfurt amMain.
Là một thành phố có nhiều dân tộc và văn hóa, Franfurt có nhiều nhóm tôn giáo khác nhau mà trong đó không phải là tất cả đã đăng ký công khai.
Các tôn giáo chính có truyền thống ở Frankfurt là đạo Tin Lành Luther và đạo Do Thái. Mặc dầu thành phố đế chế tự do này đã tham gia phong trào Cải cách vào năm 1522 nhưng do quan hệ mật thiết với hoàng đế (công giáo) nên giáo khu Công giáo vẫn có hoàn toàn tự do tín ngưỡng. Giáo khu đã dùng Nhà thờ lớn Frankfurt như là nhà thờ xứ đạo. Năm 1786 giáo khu Cải cách cũng được cho phép. Nhờ vào cuộc di dân rộng lớn trong thế kỷ 19 và thế kỷ 20, con số những người theo Công giáo đã lại gần bằng những người theo đạo Tin Lành.
Xứ đạo Do Thái Frankfurt với khoảng 7.200 thành viên là một trong 4 xứ đạo lớn trong nước Đức bên cạnh xứ đạo tại Berlin.

## Chính trị
Đọc bài chính về chính trị tại Frankfurt am Main
Trong thời gian hiện nay một liên minh bốn bên (CDU, SPD, Đảng Xanh và FDP) đang cầm quyền tại Frankfurt.
Đề tài thời sự mà ủy ban hành chánh thành phố và các nghị sĩ thành phố đang quan tâm ngoài những đề tài khác là việc xây dựng mở rộng Cảng hàng không Rhein-Main sắp được tiến hành hay cái gọi là Kế hoạch khung cho nhà cao tầng.
Frankfurt kết nghĩa với các thành phố sau đây:
| - Lyon, Pháp, từ 1960 - Birmingham, Anh, Vương quốc Liên hiệp Anh và Bắc Ireland, từ 1966 - Milano, Ý, từ 1971 - Quảng Châu, Trung Quốc, từ 1988 - Budapest, Hungary, từ 1990 - Praha, Séc, từ 1990 | - Granada, Nicaragua, từ 1991 - Kraków, Ba Lan, từ 1991 - Yokohama, Nhật Bản, từ 2011 - Eskişehir, Thổ Nhĩ Kỳ, từ 2013 - Philadelphia, Hoa Kỳ, từ 2015 |

Hiệp định hữu nghị được ký kết với các thành phố sau đây:
| - Cairo, Ai Cập, từ 1979 - Tel Aviv-Yafo, Israel, từ 1980 - Toronto, Canada, từ 1989 | - Leipzig, Sachsen, từ 1990 - Dubai, Các Tiểu vương quốc Á Rập Thống nhất, từ 2005 |

## Kinh tế và hạ tầng cơ sở
Theo một danh sách xếp hạng của trường Đại học Tổng hợp Liverpool Frankfurt có thể là thành phố giàu nhất châu Âu (theo tổng sản phẩm quốc nội trên đầu người), tiếp theo sau đó là Karlsruhe, Paris và München.
Với 922 việc làm trên 1.000 người dân cư Frankfurt có mật độ việc làm cao nhất Đức. Con số khoảng 600.000 việc làm với chỉ khoảng 650.000 dân số xuất phát từ những người hằng ngày từ bên ngoài vào thành phố Frankfurt để làm việc, vì thế mà tổng sản phẩm quốc nội của dân cư tại chỗ được nâng cao rất nhiều. Do đó thật ra chỉ vào lúc ban ngày thì mới có thể gọi Frankfurt là thành phố có hơn 1 triệu dân, mặt khác sự giàu có theo thống kê nói trên có thể nhìn thấy tại các thành phố và làng mạc lân cận như Bad Homburg, Königsstein hay Kronberg hưởng lợi nhờ vào tiền thuế đóng góp của những người có việc làm tại Frankfurt. Chính thành phố Frankfurt là thành phố có nợ trên đầu người cao nhất Đức (không kể các thành phố đồng thời cũng là một tiểu bang) do chính sách xây dựng công cộng rộng rãi trong những năm của thập niên 1980 dưới thời của các thị trưởng thuộc CDU là Walter Wallmann và Wolfram Brück.
Trong một danh sách xếp hạng thành phố lớn với chất lượng sống cao nhất, Frankfurt đứng thứ năm trên toàn thế giới. Mặc dầu vậy năm 2003 thành phố đã có tội phạm hình sự cao nhất Đức. Thế nhưng thống kê này bị bóp méo vì trong thời điểm ban ngày Frankfurt là một thành phố có hơn 1 triệu dân do có nhiều người vào thành phố để làm việc nhưng tỷ lệ tội phạm hình sự chỉ được tính với dân số là 650.000 người. Thêm vào đó toàn bộ vi phạm tại phi trường (Ví dụ như buôn lậu) cũng được mang vào thống kê này.

### Giao thông

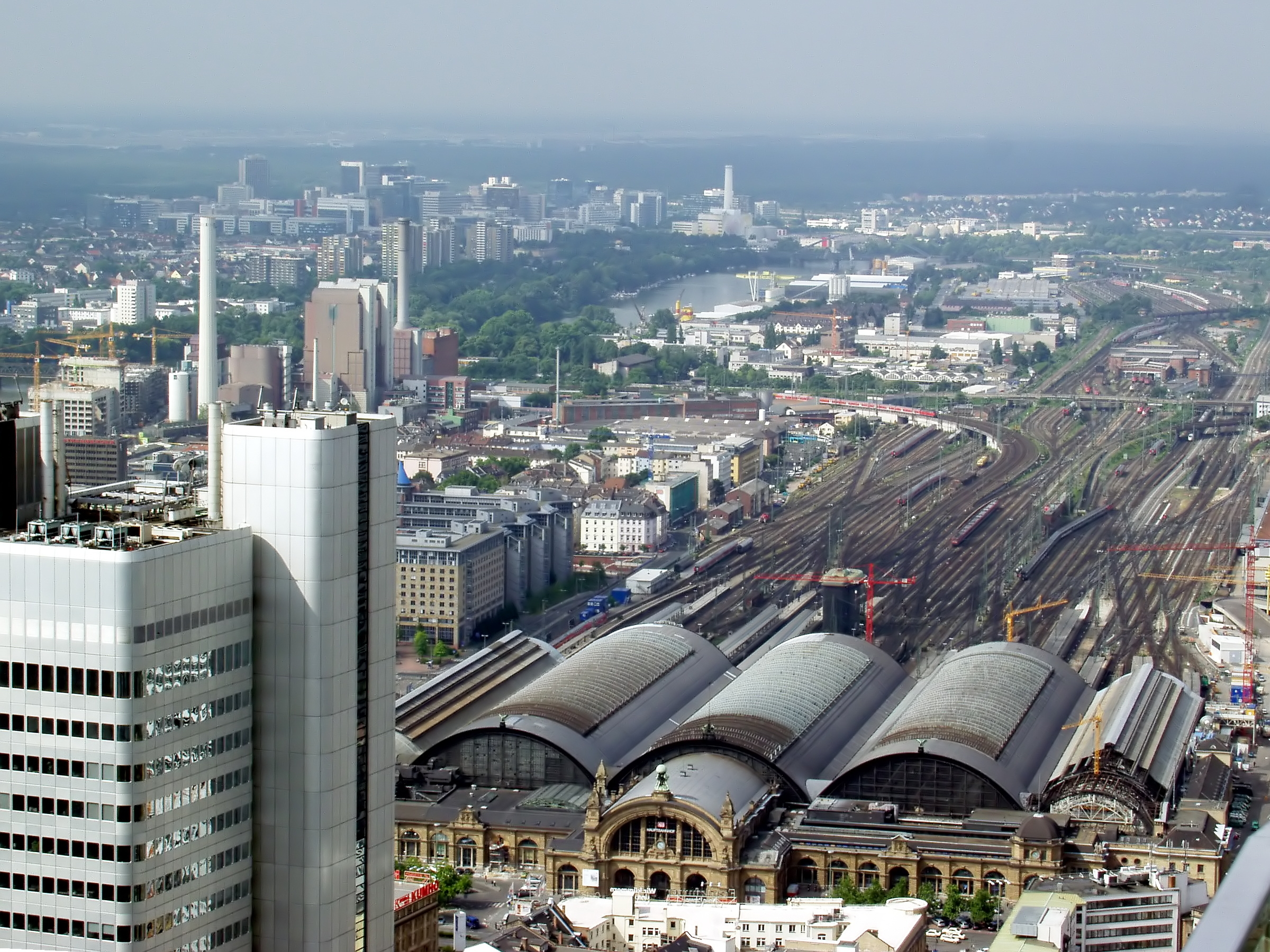
Nhà ga trung tâm Frankfurt nhìn từ trên cao

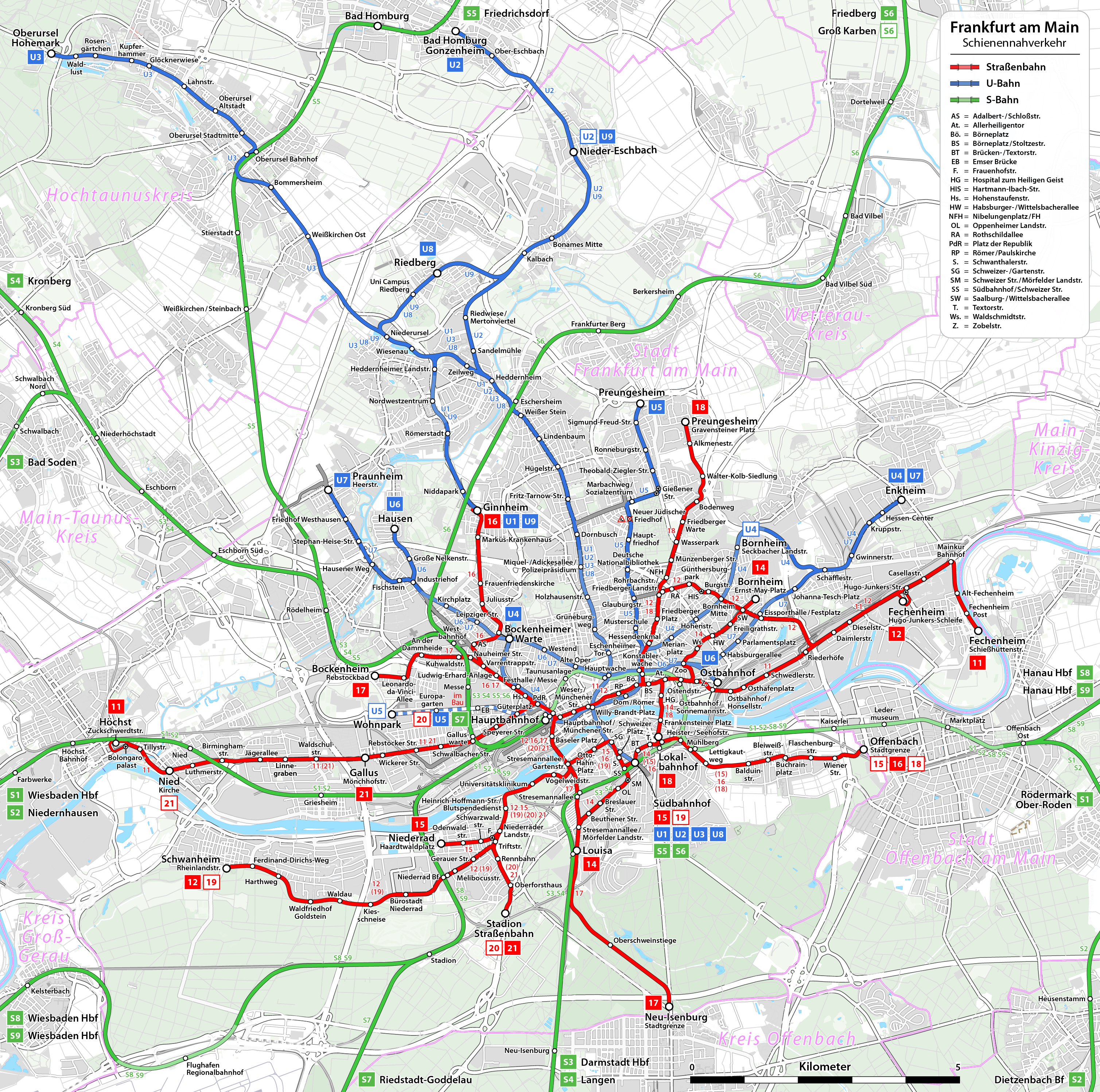

Nhờ vào vị trí trung tâm mà thành phố Frankfurt am Main là một trong những đầu mối giao thông quan trọng nhất trong châu Âu.
Về một mặt, xa lộ liên bang số 5 (A 5) và xa lộ liên bang số 3 (A 3) giao nhau tại Ngã tư xa lộ Frankfurt (Frankfurter Kreuz), là ngã tư xa lộ có lượng lưu thông xe nhiều nhất châu Âu, về mặt khác thành phố có Cảng hàng không Frankfurt, một trong những phi trường lớn nhất thế giới với 52,9 triệu lượt khách hàng không trong năm 2005.
Về giao thông đường sắt, với nhà ga trung tâm Frankfurt (Main) thành phố cũng có nhà ga lớn nhất châu Âu tính theo lượt hành khách (khoảng 350.000 lượt hành khách hằng ngày). Thế nhưng tầm quan trọng về vận tải hàng hóa trên đường sắt lại giảm đi: trong 2 nhà ga hàng hóa thì chỉ có nhà ga nhỏ hơn là còn hoạt động trong khi nhà ga lớn đã ngưng hoạt động và một phần khu đất này được sử dụng bởi Hội chợ Frankfurt.
Trong giao thông đường thủy Frankfurt được kết nối với những vùng công nghiệp quan trọng trong Nordrhein-Westfalen và Hà Lan bằng sông Rhein và được liên kết với tây nam của Trung Âu bằng Kênh đào Main-Donau.
Giao thông trong thành phố và vùng phụ cận bao gồm mạng lưới tàu nhanh Rhein-Main (S-Bahn), tàu điện ngầm Frankfurt, tàu điện Frankfurt, xe buýt và nhiều đường tàu hỏa ngoại ô và khu vực. Có thể đến nhà ga trung tâm Frankfurt bằng tất cả các tuyến tàu nhanh, gần như toàn bộ các tuyến tàu điện và bằng 2 tuyến trong số 7 tuyến đường tàu điện ngầm. Các điểm giao thông quan trọng khác là Hauptwache, nơi 8 tuyến tàu nhanh và 5 tuyến tàu điện ngầm giao nhau, và Konstablerwache (8 tuyến tàu nhanh, 4 tàu điện ngầm và 1 tàu điện). Đây là hai bến tàu nằm dưới con đường mua sắm Zeil.

### Hội chợ

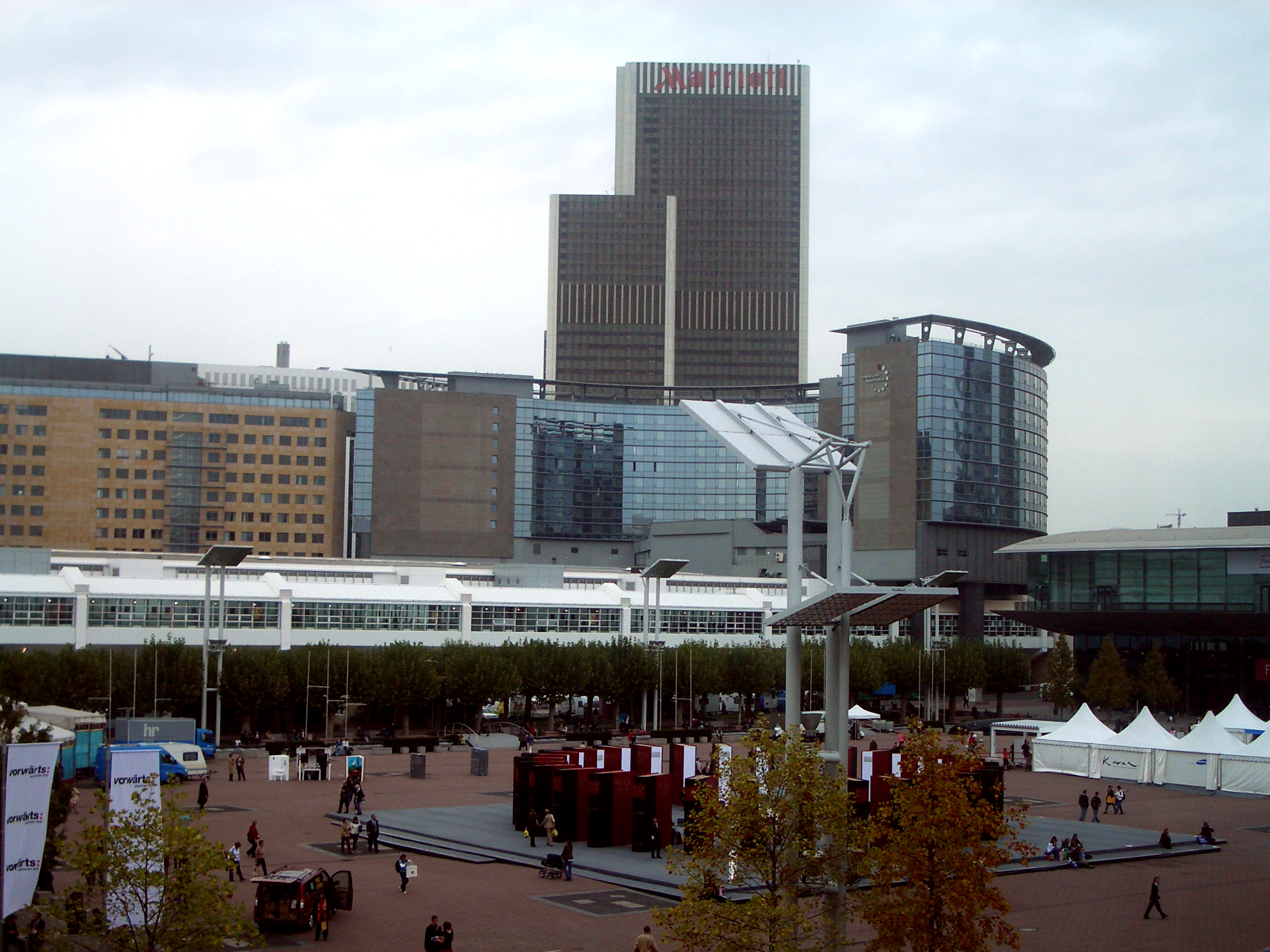
Hội chợ sách Frankfurt

Hội chợ thương mại có một truyền thống lâu đời tại Frankfurt. Theo những nhận biết mới nhất, với Hội chợ Frankfurt thành phố Frankfurt là thành phố hội chợ đầu tiên của thế giới. Ngay từ thời kỳ Trung cổ những người chuyên mua bán hàng hóa từ thành phố này sang thành phố khác đã có thể chào mời hàng của họ tại đây. Frankfurt được kết nối với Leipzig, địa điểm hội chợ lớn thứ nhì trong Thánh chế La Mã dân tộc Đức (Hội chợ Leipzig), bằng con đường Via Regia.
Các hội chợ quan trọng ở Frankfurt là Hội chợ sách Frankfurt, Triển lãm Ô tô Quốc tế (IAA), Achema và Ambiente Frankfurt, là hội chợ hàng tiêu dùng lớn nhất thế giới.

### Doanh nghiệp

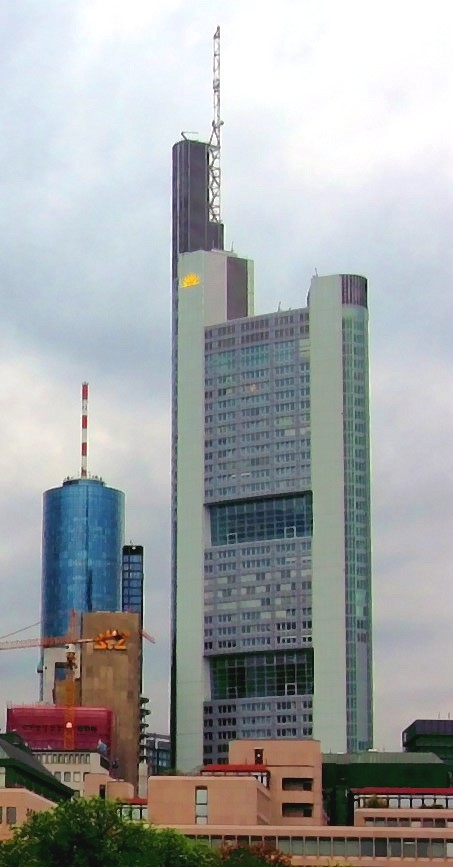
Trụ sở chính của Commerzbank tại Frankfurt

Trái với quan niệm phổ biến, tại Frankfurt không những chỉ có doanh nghiệp tài chính. Gần như không ở trong thành phố Đức nào khác lại có nhiều doanh nghiệp hàng đầu trên quốc tế từ nhiều ngành khác nhau như ở Frankfurt, ngoài những doanh nghiệp khác là các tập đoàn hóa học, công ty quảng cáo, doanh nghiệp phần mềm và Call-Center. Bộ phận phát triển và nhiều bộ phận quan trọng khác của Công ty Đường sắt Đức (Deutsche Bahn) nằm trong trung tâm của công ty tại Gallus. Nhờ vào Hoechst AG, thành phố Frankfurt nhiều năm đã là "nhà thuốc thế giới". Khu công nghiệp Höchst là một trong 3 địa điểm lớn nhất của công nghiệp dược phẩm và hóa. Nhiều hiệp hội như Hiệp hội công nghiệp hóa học (Đức), Hiệp hội chế tạo máy và thiết bị Đức, Hiệp hội kỹ thuật điện và công nghệ thông tin cùng với Ủy ban tiêu chuẩn kỹ thuật điện tử và Hiệp hội doanh nghiệp sản xuất ô tô Đức. Thêm vào đó, Hiệp hội thương mại sách Đức là hiệp hội tổ chức Hội chợ sách Frankfurt cũng có trụ sở tại Frankfurt. Phía người lao động được đại diện tại Frankfurt với trụ sở chính của các công đoàn IG Metall và IG BAU.
Nhưng đặc biệt Frankfurt am Main là một trung tâm tài chính và chứng khoán được biết đến trên toàn thế giới. Trong khu vực trung tâm Frankfurt là trụ sở chính của ba trong số các ngân hàng lớn nhất Đức: Deutsche Bank AG, Commerzbank AG và Dresdner Bank AG. Thêm vào đó là nhiều ngân hàng tư nhân quan trọng cũng có trụ sở tại Frankfurt như Bankhaus Metzler, Hauck & Aufhäuser Privatbankiers, Delbrück-Bethmann-Maffei, BHF Bank, DZ BANK, Deka, Frankfurter Sparkasse von 1822 và Ngân hàng bang Hessen-Thüringen. Phần lớn trong số gần 300 ngân hàng khác không phải là doanh nghiệp nội địa. Frankfurt là thị trường cổ phiếu lớn thứ nhì châu Âu với thị trường chứng khoán Frankfurt và hệ thống giao dịch điện tử XETRA do Deutsche Börse AG vận hành.

### Công sở và tổ chức nhà nước
Bên cạnh Ngân hàng Liên bang Đức, ngân hàng KfW và Ngân hàng Trung ương châu Âu, văn phòng của Công ty Tài chính Quốc tế (International Finance Corporation) tại Đức cũng đặt trụ sở tại Frankfurt.
Ngoài ra Frankfurt là trụ sở của Thư viện Đức, của Tòa trung thẩm Hessen cũng như là của Tòa án Lao động Hessen và có Sở chỉ huy cảnh sát riêng.
Frankfurt là nơi đặt trụ sở của 88 lãnh sự. Chỉ có New York và Hamburg là có nhiều đại diện ngoại giao hơn mà không phải là thủ đô của một nước. Tổng lãnh sự Hoa Kỳ tại Frankfurt-Eckenheim là tổng lãnh sự Mỹ lớn nhất trên thế giới.

### Truyền thông đại chúng
Frankfurt, một trong những thành phố báo chí lâu đời nhất thế giới, là nơi đặt trụ sở của hai tờ nhật báo phát hành trên toàn nước Đức có khuynh hướng chính trị khác nhau: Frankfurter Allgemeine Zeitung tự do bảo thủ và Frankfurter Rundschau tự do cánh tả. Ngoài ra được phát hành tại Frankfurt là tờ báo địa phương (bảo thủ) Frankfurter Neue Presse.
Bên cạnh các nhật báo, trong giới truyền thông đại chúng tại Frankfurt còn có một vài tạp chí đáng chú ý. Journal Frankfurt là tờ báo nổi tiếng nhất thành phố về các buổi biểu diễn, lễ hội và những cái gọi là insider tipps. Nhà xuất bản Öko-Test trong Frankfurt-Bockenheim chuyên về các tạp chí chung quanh đề tài sinh thái học mà được biết nhiều nhất là tờ tạp chí có cùng tên. Cũng ở tại Frankfurt-Bockenheim là tòa soạn của tạp chí trào phúng Titanic.
Đài truyền thanh lâu đời nhất Frankfurt là đài tư nhân Südwestdeutsche Rundfunkdienst AG được thành lập năm 1924, tiền thân của đài truyền hình và phát thanh nhà nước Hessische Rundfunk ngày nay. Tập đoàn truyền thông Mỹ Bloomberg TV cũng có studio trong trung tâm thành phố. Nhiều đài phát thanh phát sóng từ Frankfurt, ví dụ như Main FM, Radio X và Hit Radio FFH. Trụ sở thông tấn xã Reuters tại Đức cũng đặt tại Frankfurt.

## Đào tạo và nghiên cứu
Tại Frankfurt có nhiều trường đại học và đại học thực hành (Fachhochschule). Trường đại học nổi tiếng nhất và lâu đời nhất của thành phố là Trường Đại học Tổng hợp Johann Wolfgang Goethe được thành lập năm 1914 với 4 cơ sở tại Frankfurt-Bockheim, Frankfurt-Westend, Frankfurt-Riedberg và Bệnh viện trường Đại học Frankfurt. Bên cạnh đó có trường Hfb – Business School of Finance & Management, nguyên là Trường Đại học Kinh tế Ngân hàng.
Trong lãnh vực nghệ thuật Frankfurt một mặt có Trường Đại học Quốc gia về Nghệ thuật tạo hình (Staatliche Hochschule für bildende Künste), do Johann Friedrich Städel thành lập năm 1817, về mặt khác là Trường Đại học Âm nhạc và Nghệ thuật biểu diễn Frankfurt am Main (Hochschule für Musik und Darstellende Kunst Frankfurt am Main).
Trường Đại học thực hành Frankfurt am Main, được thành lập năm 1971 từ nhiều cơ sở khác nhau, có nhiều ngành học với trọng điểm trong các bộ môn về kinh tế và kỹ thuật ứng dụng.
Ngoài ra trong thành phố còn có các Viện Max Planck về Lịch sử luật pháp châu Âu, lý sinh học và nghiên cứu não (brain research). Có quan hệ mật thiết với Trường Đại học Tổng hợp là Frankfurt Institute for Advanced Studies, một cơ sở liên ngành nghiên cứu lý thuyết cơ sở trong vật lý, hóa học, sinh học, thần kinh học và tin học, được tài trợ từ nhiều nguồn khác nhau.

## Thắng cảnh
Đọc bài chính về thắng cảnh tại Frankfurt am Main.

### Phố cổ

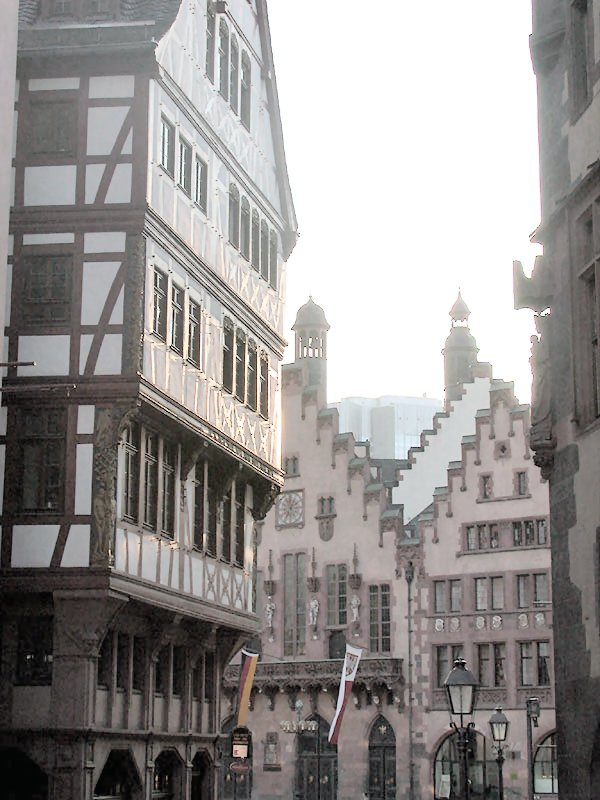
Khu phố cổ Frankfurt

Ba trong số những thắng cảnh quan trọng nhất của thành phố nằm trong Khu phố cổ Frankfurt: Nhà thờ lớn Frankfurt, quảng trường Römerberg và Nhà thờ thánh Phaolô (Frankfurter Paulskirche)
Nhà thờ lớn (Kaiserdom St. Bartholomäus) với ngọn tháp phía tây thuộc thời Hậu Gothic đã là nơi bầu và thăng quan của hoàng đế Đức. Dẫn từ Nhà thờ lớn đến quảng trường Römerberg là Königsweg (hoàng lộ), đoạn đường của hoàng đế vừa thăng quang đi đến tiệc mừng trong tòa nhà đô chính ngày nay. Trước Nhà thờ lớn Frankfurt là Vườn lịch sử (Historische Garten) với các khai quật khảo cổ thời La Mã và triều đại Franken.
Quảng trường Römerberg là quảng trường trung tâm của khu phố cổ với tòa nhà đô chính (Römer) từ thế kỷ 14, Nhà thờ thánh Nicholas cũ (Alte Nikolaikirche) thuộc đầu thời kỳ kiến trúc Gotic và loạt nhà về phía Đông của quảng trường được tái xây dựng lại sau khi bị tàn phá trong chiến tranh. Giữa Römerberg và Zeil là Nhà thờ Đức Mẹ được xây dựng trong thế kỷ 14. Nhà thờ thánh Phaolô là một công trình xây dựng theo lối kiến trúc Cổ điển, được khánh thành vào năm 1789, đã là nơi tụ họp của Hội nghị Quốc gia 1848/1849. Quảng trường trước nhà thờ là một nơi sống động với nhiều quán cà phê.

### Bờ sông Main và cầu sông Main
Cả hai bờ sông Main ngày càng phát triển trở thành không gian hấp dẫn nhất của thành phố, điều này một phần cũng nhờ vào đóng góp của dự án "Bờ sông bảo tàng", việc thiết kế lại bờ sông và các cầu qua sông Main có kiến trúc đẹp. Chiếc Cầu cũ (Alte Brücke) được nhắc đến lầu đầu tiên trong văn kiện vào năm 1222 và hằng trăm năm đã từng là công trình xây dựng quan trọng nhất của thành phố. Eiserner Steg, một cây cầu sắt dành cho người đi bộ được khánh thành vào năm 1869 là một trong những biểu tượng của thành phố Frankfurt.

### Nhà cao tầng

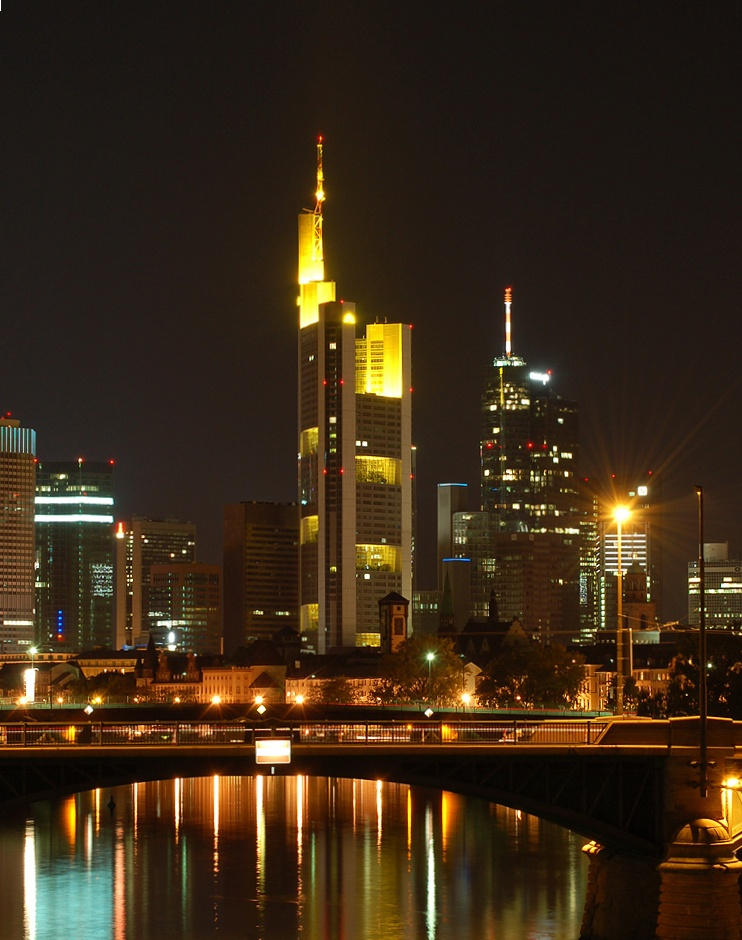
Nhà cao tầng tại Frankfurt về đêm

Đọc bài chính về nhà cao tầng tại Frankfurt am Main.
Bên cạnh Mátxcơva và Luân Đôn, Frankfurt là thành phố châu Âu có nhiều nhà cao tầng ngay trong trung tâm thành phố. Nổi tiếng là Tháp Hội chợ (Messeturm), Commerzbank-Tower là tòa nhà chọc trời cao thứ nhì châu Âu hiện nay, các tòa nhà là trụ sở chính của Dresdner Bank (Silver Tower), của Deutsche Bank hay của Ngân hàng Trung tâm châu Âu. Tòa nhà cao tầng duy nhất mà công chúng có thể vào tự do là Maintower với chỗ nhìn toàn cảnh ở độ cao 200 m.

### Sachsenhausen
Khu phố Frankfurt-Sachsenhausen, được nhắc đến lần đầu tiên vào năm 1192, trên bờ Nam sông Main là một khu phố vui chơi và có nhiều quán được ưa thích mà trong đó vẫn còn một vài quán bán rượu vang táo (Apfelwein) có truyền thống và một phần là cũng rất lâu đời. Công trình xây dựng lớn ở bờ sông Main của khu phố này là Nhà thờ ba Vua (Dreikönigskirche), ngoài ra là Tháp Goethe (Goetheturm), một trong những công trình xây dựng bằng gỗ cao nhất Đức.

### Nhà ga trung tâm và khu nhà ga
Nhà ga trung tâm Frankfurt, khánh thành năm 1888, là nhà ga lớn nhất châu Âu tính theo số lượng đường ray và khách đi tàu. Khu nhà ga Frankfurt là nơi hòa hợp của các nền văn hóa khác nhau. Tại đây có một sự pha trộn đặc biệt của rất nhiều cửa hàng và quán ăn nhiều loại khác nhau từ nhiều vùng văn hóa khác nhau. Khu nhà ga Frankfurt sống động suốt 24 tiếng trong ngày không những chỉ vì khu phố đèn đỏ của những người mại dâm. Khu phố nhà ga này cũng có thể được coi là ví dụ điển hình cho những mâu thuẫn thành thị của một thành phố là nơi đến có tính quốc tế. Người ăn xin, nghiện rượu và nghiện ma túy hiện diện tại đó bên cạnh dòng người đi vào thành phố làm việc cũng như là bên cạnh những nhân viên ngân hàng trong bộ vét tông sang trọng, khách hội chợ quốc tế và khách du lịch. Kaiserstraße, đường mà du khách nhìn thấy khi đứng ngay trước cổng chính của nhà ga trung tâm, là một đại lộ thành phố mà trên đó có thể quan sát được sự giàu có, khốn khổ, mua bán đa văn hóa, nhà ngân hàng cao tầng và mại dâm trong các nhà cũ của Thời kỳ Thành lập đứng ngay bên cạnh nhau.

## Văn hóa

### Viện bảo tàng

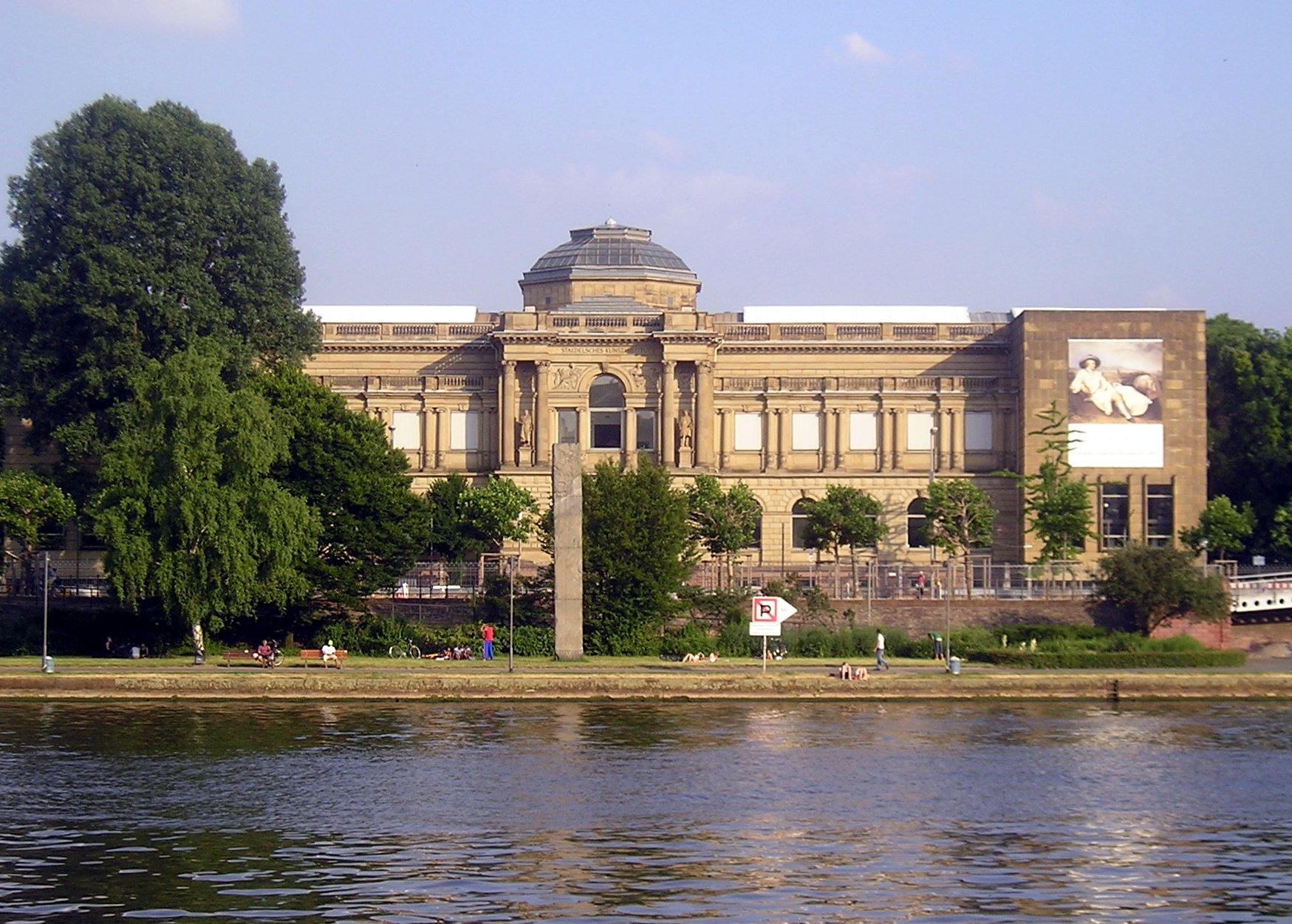
Viện triển lãm nghệ thuật Städel

Thành phố có một chương trình văn hóa đa dạng, trong đó là một hệ thống viện bảo tàng với hơn 60 viện bảo tàng lớn nhỏ và nhiều nhà triển lãm ở hai bên bờ sông Main.
Trên bờ sông Main thuộc về khu Sachsenhausen là các viện triển lãm Städel (tranh), Liebieghaus (tượng), Viện Bảo tàng Viễn thông, Viện Bảo tàng Kiến trúc Đức, Viện Bảo tàng Phim Đức, Viện Bảo tàng Văn hóa thế giới và Viện Bảo tàng Nghệ thuật ứng dụng Frankfurt. Lễ hội Bảo tàng (Frankfurt) (Museumsuferfest) được tổ chức hằng năm trên bờ sông.
Trên bờ sông Main của khu phố cổ là Viện Bảo tàng Do thái Frankfurt, Viện bảo tàng khảo cổ trong Tu viện dòng Camelite, Viện Bảo tàng Lịch sử Frankfurt (lịch sử thành phố), nhà triển lãm Kunsthalle Schirn và Viện Bảo tàng Nghệ thuật Hiện đại nổi tiếng thế giới.
Ngoài ra trong khu Frankfurt-Westend còn có Viện Bảo tàng Tự nhiên Senckenberg, trong đó ngoài những hiện vật khác là các khai quật hóa thạch. Trong Frankfurt-Nordend là EXPLORA, một viện bảo tàng về các ảo ảnh.

### Nhà hát opera, nhà hòa nhạc và sân khấu
Bên cạnh nhiền viện bảo tàng, Frankfurt có một nhà hát opera, Nhà hát opera và kịch nghệ Frankfurt (Opern- und Schauspielhaus Frankfurt) ngày nay thuộc về một trong những nhà hát hàng đầu thế giới và đã nhiều lần được trao tặng giải thưởng Nhà hát opera trong năm. Nhà hát opera cũ (Alte Oper), khánh thành năm 1881 đã bị tàn phá trong Chiến tranh thế giới thứ hai và được tái khánh thành vào năm 1981 như nhà hòa nhạc. Nhà hát opera cũ có một trong những gian phòng hòa nhạc đẹp nhất trên thế giới và ngày nay có tầm quan trọng như là một trong những viện bảo tàng âm nhạc tại châu Âu. Các nhà hòa nhạc quan trọng khác là Hội trường thế kỷ (Jahrhunderhalle) tại Frankfurt-Unterliederbach và Festhalle tại Frankfurt-Bockenheim. Frankfurt có một nhà hát đặc biệt dành cho trẻ em, đó là nhà hát múa rối Klappmaul.

### Hội chợ sách
Hội chợ sách Frankfurt với đỉnh cao là buổi trao Giải thưởng Hòa bình của Hiệp hội Thương mại sách Đức trong nhà thờ thánh Pha lô được tổ chức từ thế kỷ 15 là một sự kiện quan trọng không chỉ về kinh tế (hội chợ sách lớn nhất thế giới) mà còn là một sự kiện văn hóa quan trọng.

### Lễ hội
Thuộc vào trong những lễ hội quan trọng nhất là Dippemess, được tổ chức mỗi năm 2 lần, một lần trong mùa xuân, thông thường là từ tháng 4 đến tháng 5 và thêm một lần nữa trong mùa thu, chính xác hơn là trong tháng 9. Cũng nổi tiếng là Wäldchentag, bao giờ cũng được tổ chức vào ngày thứ Ba sau Lễ Hiện Xuống trong khu rừng thành phố của Frankfurt. Lễ hội âm nhạc Sound of Frankfurt hằng năm cũng rất được ưa thích đặc biệt là những người trẻ tuổi. Năm 2003 buổi biểu diễn âm nhạc ngoài trời này đã đạt kỷ lục mới với 500.000 người đến dự. Một sự kiện đặc biệt tại Frankfurt là Lễ hội bảo tàng (Museumsuferfest). Với cách pha trộn đặc biệt từ âm nhạc và văn hóa lễ hội đã thu hút cho đến 3 triệu người yêu thích văn hóa hằng năm trong mùa Thu vào những cuối tuần. Thêm vào đó "Đêm viện bảo tàng" và "Đêm của Clubs" cũng được ưa thích. Cộng với những lễ hội đã kể trên còn có các lễ hội riêng của từng khu vực của thành phố như Lễ hội lâu đài Höchst.
Trong những năm 2003, 2004 và 2005 Down-Sportlerfrestival, lễ hội của các nhà thể thao mang Hội chứng Down được tổ chức tại Frankfurt. Năm 2006 lễ hội cũng được dự tính sẽ tổ chức tại Frankfurt (ngày 13 tháng 5 năm 2006).

## Thể thao
Frankfurt am Main là quê hương của nhiều hội thể thao có tiếng:
- Eintracht Frankfurt (Bóng đá nam, Bundesliga)
- FSV Frankfurt (Bóng đá nam, Oberliga Hessen và Bóng đá nữ, Bundesliga)
- 1. FFC Frankfurt (Bóng đá nữ, Bundesliga)
- Frankfurt Lions (Khúc côn cầu trên băng, DEL)
- Frankfurt Galaxy (Bóng bầu dục Mỹ, NFL Europe)
- Skyliners Frankfurt (Bóng rổ, Bundesliga)
- SG Wallau-Massenheim (Bóng ném)
- Turngemeinde Bornheim (Câu lạc bộ thể thao lớn nhất của bang Hessen)
- FTG-Frankfurt
- TSG Nordwest 1898 Frankfurt/M e.V.
- Frankfurter Äpplers

Các sự kiện thể thao quan trọng được tổ chức hằng năm bao gồm
- EuroCity-Marathon (Chạy việt dã)
- Rund um den Henninger-Turm (Đua xe đạp trên đường phố)
- Ironman Germany (Ba môn phối hợp)
- JPMorgan Chase Corporate Challenge (Chạy đua dành cho các đội của doanh nghiệp)

Các sân vận động quan trọng nhất của thành phố là:
- Waldstadion (bóng đá), nơi thi đấu của Giải bóng đá vô địch thế giới 2006 nhưng lúc đấy sẽ ở dưới tên là FIFA WM-Stadion Frakfurt am Main, vì Commerzbank không phải là nhà tài trợ chính thức của FIFA.
- Sân vận động tại Bornheimer Hang (bóng đá và điền kinh)
- Nhà thể thao Ballsporthalle Frankfurt am Main (bóng rổ, bóng ném)
- Nhà chơi thể thao trên băng (Eissporthalle) Frankfurt (khúc côn cầu trên băng)
- Trường đua Niederred (đua ngựa)

Ngoài ra tại Frankfurt là trụ sở của các hiệp hội thể thao quan trọng nhất:
- Liên đoàn Thể thao Đức (DSB)
- Ủy ban Olympia Quốc gia
- Liên đoàn Bóng đá Đức (DFB)
- Liên đoàn Thể dục dụng cụ Đức (DTB)

### Lịch sử
- Hessisches Städtebuch; Band IV 1. Teilband aus "Deutsches Städtebuch. Handbuch städtischer Geschichte" - (Sách thành phố Hessen; Tập IV, Phần 1 từ "Sách thành phố Đức. Sổ tay lịch sử thành phố"), Stuttgart, 1957
- Ludwig Börne, Juden in der freien Stadt Frankfurt (Người Do Thái trong thành phố tự do Frankfurt), 1820, Sämtliche Schriften, Bd. II, Düsseldorf 1964
- Lothar Gall (Hg.), FFM 1200. Traditionen und Perspektiven einer Stadt (FFM 1200. Truyền thống và triển vọng của một thành phố), Sigmaringen 1994
- Waldemar Kramer (Hg.), Frankfurt Chronik (Biên niên sử Frankfurt), Frankfurt am Main 1964
- Walter Gerteis, Das unbekannte Frankfurt (Frankfurt chưa được biết đến), 3 Bde. Frankfurt am Main 1960-1963
- Ernst Mack, Von der Steinzeit zur Stauferstadt. Die frühe Geschichte von Frankfurt am Main (Lịch sử ban đầu của Frankfurt am Main), Frankfurt am Main 1994
- Armin Schmid, Frankfurt im Feuersturm. Die Geschichte der Stadt im Zweiten Weltkrieg (Frankfurt trong con bão lửa. Lịch sử thành phố trong Chiến tranh thế giới thứ hai), Societäts Verlag Frankfurt am Main 1984, ISBN 3-7973-0420-X
- Hans-Otto Schembs, Spaziergang durch die Frankfurter Geschichte (Dạo xuyên qua lịch sử thành phố), Frankfurt am Main 2002, ISBN 3-7829-0530-X

### Kiến trúc
- Heinz Ulrich Krauß, Frankfurt am Main. Daten, Schlaglichter, Baugeschehen, Frankfurt am Main 1997 (Biên niên sử với trọng điểm về kiến trúc và lịch sử xây dựng)
- Dieter Bartetzko, Frankfurts hohe Häuser (Nhà cao tầng của Frankfurt), Frankfurt am Main und Leipzig 2001 (Mô tả việc xây dựng nhà cao tầng tại Frankfurt)
- Ulf Jonak, Die Frankfurter Skyline, Frankfurt am Main und New York 1997 (Quan điểm có tính cách phê bình về việc xây dựng nhà cao tầng)
- Heinz Schohmann, Frankfurt am Main und Umgebung. Von der Pfalzsiedlung zum Bankenzentrum (Frankfurt am Main. Từ một ngôi làng cho đến trung tâm ngân hàng), Köln 2003 (Hướng dẫn du lịch văn hóa Dumont với trọng điểm về kiến trúc)
- Hugo Müller-Vogg, Hochhäuser in Frankfurt (Nhà cao tầng tại Frankfurt), Frankfurt am Main 1999 (Giới thiệu về tất cả các nhà cao tầng tại Frankfurt)

### Linh tinh
- Marco Polo-Führer Frankfurt, Mairs Geographischer Verlag, 5. Auflage, Ostfildern 2001 (Hướng dẫn du lịch)
- Barbara M. Henke, Thomas Kirn u. Ruth Rieger, Edition Die deutschen Städte - Frankfurt. Verlag C. J. Bucher, München 1994 ISBN 3-7658-0873-3
- Elisabeth Ehrhorn, Carmen Sorgler u. Renate Schildheuer, (S)Turmspitzen, Societätsverlag ISBN 3-7973-0618-0
- Christian Setzepfandt, Geheimnisvolles Frankfurt am Main (Frankfurt am Main bí ẩn). Wartberg Verlag ISBN 3-8313-1347-4
- Martin Mosebach: Mein Frankfurt (Frankfurt của tôi). Frankfurt am Main: Insel 2002. (Insel-Taschenbuch, 2871) ISBN 3-458-34571-X